# EG-8
Die Bezeichnung EG-8 (EG) wurde in der Schweiz für eine Gruppe von Mitgliedstaaten der Europäischen Union verwendet.
Heute (EU) wird die Gruppe zunehmend als EU-8 bezeichnet.
Es handelt sich dabei um die zum 1. Mai 2004 beigetretenen Staaten (EU-Erweiterung 2004) außer Malta und Zypern.
In diesem Zusammenhang werden ähnliche Kürzel für andere Gruppen von Mitgliedstaaten der Europäischen Union verwendet:
- „EG-6“ – für die sechs Gründungsmitglieder der EWG (Europäische Wirtschaftsgemeinschaft)
- „EG-9“ – für die EG-6 plus die am 1. Januar 1973 beigetretenen Staaten Großbritannien, Irland und Dänemark
- „EG-10“ – für die EG-9 plus den am 1. Januar 1981 beigetretenen Staat Griechenland
- „EG-12“ – für die EG-10 plus die am 1. Januar 1986 beigetretenen Staaten Spanien und Portugal
- „EU-15“ – für die EG-12 plus die am 1. Januar 1995 beigetretenen Staaten Finnland, Österreich und Schweden[4]
- „EU-17“ – für die EU-15 plus die am 1. Mai 2004 beigetretenen Staaten Malta und Zypern[4]

## Die EU-8-Staaten
- Estland
- Lettland
- Litauen
- Polen
- Slowakei
- Slowenien
- Tschechische Republik
- Ungarn

## Die EU-15-Staaten

Die 15 EU-Mitglieder 1995–2003

Die Bezeichnung EU-15 (früher EG-15) wird vor allem in der Schweiz für eine Gruppe von EU-Staaten verwendet. Es handelt sich dabei um die Mitgliedstaaten der Europäischen Union bis einschließlich 2003:
- Belgien
- Deutschland
- Dänemark
- Finnland
- Frankreich
- Griechenland
- Vereinigtes Königreich (“Großbritannien”)
- Irland
- Italien
- Luxemburg
- Niederlande
- Österreich
- Portugal
- Schweden
- Spanien